# كريس ديفيز
كريس ديفيز (بالإنجليزية: Chris Davies)‏ (27 مارس 1985 واتفورد المملكة المتحدة - ) هو لاعب كرة قدم بريطاني يلعب كمدافع.